# Amblyodipsas
Genre
Amblyodipsas est un genre de serpents de la famille des Lamprophiidae. 

## Répartition
Les espèces de ce genre se rencontrent en Afrique subsaharienne.

## Description
Ce sont des serpents venimeux.

## Liste d'espèces
Selon The Reptile Database (28 nov. 2010) :
- Amblyodipsas concolor (Smith, 1849)
- Amblyodipsas dimidiata (Günther, 1888)
- Amblyodipsas katangensis de Witte & Laurent, 1942
- Amblyodipsas microphthalma (Bianconi, 1852)
- Amblyodipsas polylepis (Bocage, 1873)
- Amblyodipsas rodhaini (de Witte, 1930)
- Amblyodipsas teitana Loveridge, 1936
- Amblyodipsas unicolor (Reinhardt, 1843)
- Amblyodipsas ventrimaculata (Roux, 1907)

## Publication originale
- Peters, 1857 "1856" : Über Amblyodipsas, eine neue Schlangengattung aus Mossambique. Monatsberichte der königlichen Akademie der Wissenschaften zu Berlin, vol. 1856, p. 592-595 (texte intégral).